# Paul Bastier
Paul Bastier, né le 22 juillet 1874 à Paris 6e et mort le 11 avril 1955 à Paris 17e, est un éducateur, traducteur et haut fonctionnaire français.

## Biographie
Après avoir obtenu son baccalauréat en 1892 au lycée Louis-le-Grand, Bastier a entrepris des études d’histoire et de philologie à la Faculté des lettres de Paris, où il a été l’élève de Henri Berr, fondateur de la toute jeune Revue de synthèse historique.
Docteur ès lettres, ses études se prolongent de 1899 à 1903 en Allemagne : après deux années à Munich, Bastier devient lecteur de littérature et philologie françaises à l’université de Königsberg en 1901, puis à l’université d'Iéna en 1904. Il publie, à cette époque, des monographies sur plusieurs auteurs français (dont Fénelon et Victor Hugo) ainsi qu’un ouvrage intitulé la Mère de Goethe, d’après sa correspondance (Perrin, 1902).
De 1904 à 1914, il est Dozent à la Académie royale de Poznań (de), où il a été président de l’Alliance française et tint toutes sortes de conférences, en particulier sur les relations littéraires entre la France et l’Allemagne.
Durant ses années d’enseignement de l’allemand et du français à Poznań, il commence à s’intéresser au poète et dramaturge allemand Friedrich Hebbel qui devient rapidement son cheval de bataille et un inépuisable sujet de conférences. Il publie ainsi dès 1907 un ouvrage intitulé Friedrich Hebbel, dramatiste et critique (Paris, Émile Larose) dans lequel il présenta le poète et dramaturge allemand et donna une traduction française de sa tragédie Maria Magdalena) et de quelques essais et aphorismes critiques et esthétiques. Sa version-adaptation de Marie Madeleine fut solennellement présentée par l'« adaptateur » et jouée, notamment par Charles Dullin, au théâtre des Arts en novembre 1913. Cette première traduction en français d’une œuvre de Hebbel donna lieu à plusieurs conférences du traducteur sur le dramaturge allemand. En 1910, Bastier avait par ailleurs consacré un ouvrage à la nouvelle allemande, de Goethe à Gottfried Keller (Larose) ainsi qu’un autre essai à Friedrich Hebbel (L’Ésotérisme de Hebbel, Larose).
En 1901, Paul Bastier avait épousé Louise Schmülling, fille d’un officier prussien. Revenu en France, il a été, de 1919 à 1936, sous-préfet de Sélestat, où son rôle culturel a été très actif. Il a fondé notamment la Société sélestadienne des lettres sciences et arts (d)  en 1919 et dont il a été le président jusqu’en 1936, et promu la fête du tricentenaire de l’entrée des troupes françaises en 1934, ainsi que plusieurs monuments.
Dans les années 1930-1940, il traduisit enfin plusieurs ouvrages consacrés au socialisme et à l’économie, ainsi que quelques œuvres plus littéraires, publiées par la collection bilingue Aubier-Montaigne : les journaux de voyage respectifs du dramaturge autrichien Franz Grillparzer et de Hebbel lors de leurs voyages en France (Aubier, 1942) et la nouvelle le Pauvre Ménétrier de Grillparzer (Aubier, 1943).
Chevalier de la Légion d’honneur, officier de l’Instruction publique, croix de guerre 1914-1918, officier du Mérite agricole, officier de l’Aigle Blanc de Serbie, officier du Nicham Iftikar, officier de la Croix du Bénin ; prix Montyon de l’Académie française, 1941.

## Distinctions
- Chevalier de la Légion d'honneur
- Officier de l'Instruction publique
- Officier de l'ordre du Mérite agricole
- Officier du Nichan Iftikhar

## Publications
- La Mère de Gœthe : d’après sa correspondance, Paris, Didier ; Perrin, 1902, 264 p., in-16 (OCLC 1254970209, lire en ligne sur Gallica).
- Fénelon : critique d’art, Paris, Émile Larose (d) , 1903, 62 p., in-8º (OCLC 904223277, lire en ligne).
- Friedrich Hebbel, dramatiste et critique : l’homme et l’œuvre. Maria-Magdalene, tragédie réaliste adaptée à la scène française, Paris, Émile Larose, ccvi, 278 p., in-16 (OCLC 489781570, lire en ligne).
- (de) Victor Hugo und seine Zeit : eine Einführung in das Studium des Dichters, Leipzig, Xenien-Verlag, 1908, vii-240 p., in-16 (OCLC 65866762, lire en ligne).
- La Nouvelle individualiste en Allemagne de Gœthe à Gottfried Keller : essai de technique psychologique (Paris, thèse lettres Université 1909-1910), Paris, Émile Larose, 1910, ix-452 p., 2 pl., diagrs. in-8º (OCLC 458653169, lire en ligne).
- (de) Über einige volkstümliche Wortbildungen im Französischen, Poznań, 1910, 18 p. (OCLC 314548949).
- L’Ésotérisme de Hebbel, Paris, Émile Larose, 1910, 70 p., 2 pl., in-8º (OCLC 797041561, lire en ligne).
- Compte rendu des fêtes d’inauguration du monument érigé à Chamouilley le 28 septembre 1913 à Charles-Guillaume Étienne, auteur dramatique, journaliste, orateur politique, de l’Académie Française, Saint-Dizier, A. Brulliard, 1913, 87 p., in-8º (OCLC 40669454).
- La Déformation et la défense de la langue et du gout français, Paris, Émile Larose, 1914, 32 p. (OCLC 796599505).
- Civilisation et Kultur, Paris, A. Michel, 1940 (1re éd. 1928), 32 p., 18 cm (OCLC 44072842).
- À Strasbourg, les pèlerins de la cathédrale : anthologie littéraire du XVe siècle à nos jours, Paris, Istra, 1939, 146 p., in-4º (OCLC 458653148, lire en ligne sur Gallica).
- L’Esprit définitif : ou de Pascal à Joseph Prudhomme, Strasbourg, La Mésange, 1936, 44 p., in-8º (OCLC 458653160).

### Romans
- La Marche à l’absolu, roman dialogué, 1912.
- La Chaine des femmes, roman, 1926, in-8º, 471 p.
- Surprises, roman, 1955.

### Théâtre
- Hebbel, Maria Magdalena, tragédie réaliste adaptée à la scène française (théâtre des arts 1912-1913).

### Articles
- « Sur une citation de Madame de Sévigné », Revue d’histoire littéraire de la France, Paris, vol. 10, no 286,‎ 1er janvier 1903 (ISSN 0035-2411, OCLC 9973010781).
- « À propos du Paradoxe : Talma plagiaire de Diderot », Revue d’histoire littéraire de la France, Paris, vol. 11, no 108,‎ 1er janvier 1904 (ISSN 0035-2411, OCLC 9972980923).